# Saxwes
Els saxwes (o gbe, saxwes) són els membres d'un grup ètnic que parlen gbe, saxwe i viuen al departament de Mono, al sud-oest de Benín. Els saxwes són membres del grup de pobles ètnics guineans; el seu codi ètnic és NAB59e i el seu ID és 14797.

## Població i geografia
El 2002 hi havia 170.000 saxwes (segons el joshuaproject n'hi ha 244.000). El seu territori està situat als municipis de Houéyogbé i de Bopa, al departament de Mono, al sud-oest de Benín. Aquest territori està situat principalment entre el llac Aheme i el riu Kouffo, a l'est i el llac Toho, a l'oest. És fronterer amb el territori dels cis i dels aja, al nord; amb els kotafons, aja i de watxis a l'oest; amb els xweles, al sud; i amb els ayizos i gbesis, a l'est.

## Llengua
Els saxwes parlen la llengua gbe, saxwe.

## Religió
El 72% dels saxwes són cristians i el 28% creuen en religions africanes tradicionals. Dels cristians, el 42% són catòlics, el 35% protestants, el 21% pertanyen a esglésies independents i el 2% són considerats altres cristians. El 16% dels saxwes cristians són seguidors del moviment evangèlic.